# Pietro VII di Alessandria (ortodosso)
Pietro VII, al secolo Petros Papapetrou (Sichari, 3 settembre 1949 – Mar Egeo, 11 settembre 2004), è stato un arcivescovo ortodosso greco.
Venne ordinato presbitero nel 1970 e venne consacrato vescovo il 15 agosto 1983.

## Biografia
Nativo dell'isola di Cipro, nel villaggio Sichari del distretto di Kyrenia, è stato eletto patriarca dal Santo Sinodo del Patriarcato di Alessandria il 21 febbraio 1997.
Il suo patriarcato è stato caratterizzato dall'attività missionaria in Kenya, in Uganda, nel Madagascar, in Camerun e in altre parti dell'Africa. Ha fondato le diocesi di Nigeria, di Madagascar, del Ghana e dello Zambia. Il 16 settembre 2002 ha steso un nuovo “Ordine patriarcale” che disciplina le modalità di elezione del patriarca, attribuendole unicamente al Santo Sinodo.
È deceduto l'11 settembre 2004, quando l'elicottero su cui viaggiava assieme ad altri ecclesiastici del Patriarcato si è schiantato nel Mar Egeo, al largo della costa del Monte Athos.

## Fonti
- (EN)  Nota biografica dal sito ufficiale del Patriarcato greco-ortodosso di Alessandria.

| Controllo di autorità | VIAF (EN) 137450473 · LCCN (EN) n2010065932 · J9U (EN, HE) 987007397565205171 |